# 도니 케샤워즈
도니 케셔워즈(Donnie Keshawarz, 1969년 7월 30일 ~ )는 캐나다의 배우이다.
궬프에서 태어났다.

## 출연 작품

### 영화
- 토니와 티나의 결혼 (2004, Tony & Tina's Wedding)
- 더 콜렉티브 (2008, The Collective)
- 러빙 레아 (2009, Loving Leah)
- 컨트롤러 (2011) - 도널드슨 역
- 코블러 (2014) - 핀카스 역
- 밀그램 프로젝트 (2015) - 브루노 역

### 텔레비전
- 애즈 더 월드 턴즈 (1999)
- 24 (2003)
- Love Monkey (2006)
- 소프라노스 (2006-07)
- 대미지 (2007)
- 포에버 (2014-15) - 헨슨 형사 역